# Mahmood
Mahmood, właśc. Alessandro Mahmoud (ur. 12 września 1992 w Mediolanie) – włoski piosenkarz, raper i autor piosenek mający egipskie i sardyńskie korzenie.
W 2015 zwyciężył w konkursie Area Sanremo. W 2019 został laureatem 69. Festiwalu Piosenki Włoskiej w San Remo, zajął drugie miejsce w finale 64. Konkursu Piosenki Eurowizji oraz otrzymał Europejską Nagrodę Muzyczną MTV dla najlepszego włoskiego wykonawcy. W 2022 zwyciężył na 72. Festiwalu Piosenki Włoskiej w San Remo i reprezentował Włochy w 66. Konkursie Piosenki Eurowizji.

## Życiorys
Urodził się w Mediolanie, dorastał na przedmieściach Gratosoglio. Jego matka pochodzi z Sardynii, a ojciec – z Egiptu. Pomimo pochodzenia ojca nie mówi po arabsku, posługuje się za to płynnie językiem sardyńskim. Deklaruje się jako stuprocentowy Włoch. Od wczesnych lat dzieciństwa uczył się śpiewać.
Jak sam przyznaje, nie lubi być kategoryzowany ze względu na swoje pochodzenie ani orientację seksualną. W wywiadzie dla „Vanity Fair” powiedział, że coming out do niczego nie prowadzi i że „z takimi podziałami homoseksualność nigdy nie zostanie uznana za coś naturalnego".

## Kariera muzyczna
W 2012 wziął udział w przesłuchaniach do szóstej włoskiej edycji programu X-Factor. Pomyślnie przeszedł przez pierwszy etap, po czym dołączył do grupy prowadzonej przez Simonę Venturę. Odpadł w trzecim odcinku. Po udziale w programie rozpoczął pisanie i produkowanie autorskich utworów. W 2015 wygrał konkurs Area Sanremo, zdobywając prawo do udziału w koncercie „Debiutantów” podczas 66. Festiwalu Piosenki Włoskiej w San Remo. Zaprezentował w nim piosenkę „Dimentica”, z którą zajął czwarte miejsce. 22 czerwca 2017 pojawił się gościnnie w utworze rapera Fabri Fibry „Luna”.

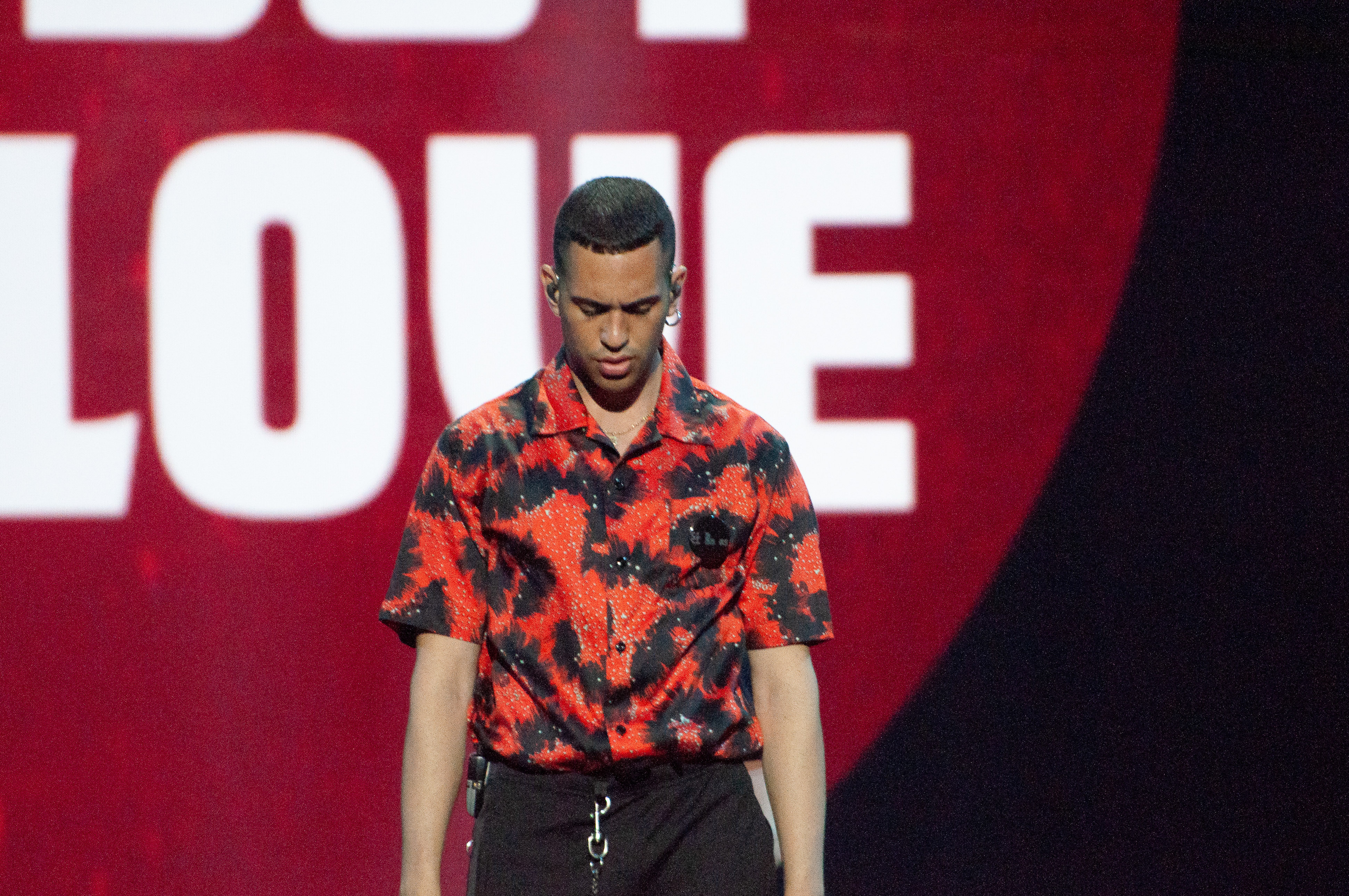
Mahmood podczas prób do finału 64. Konkursu Piosenki Eurowizji w Tel Awiwie, 17 maja 2019

21 września 2018 nakładem Island Records oraz Universal Music Italia wydał debiutancki solowy minialbum pt. Gioventù bruciata, na którym umieścił pięć utworów. 30 listopada przedstawił pierwszą reedycję płyty, poszerzoną o tytułowy utwór „Gioventù bruciata”. 6 lutego 2019 wydał drugie wznowienie epki, wzbogacone o utwór „Soldi”, z którym brał udział w 69. Festiwalu Piosenki Włoskiej w San Remo. Wygrywając w sekcji młodych artystów, zagwarantował sobie udział w głównym konkursie festiwalu. Zajął w nim pierwsze miejsce, dzięki czemu otrzymał możliwość reprezentowania Włoch w 64. Konkursie Piosenki Eurowizji. Przyjmując ofertę, został pierwszym w historii włosko-egipskim artystą reprezentującym Włochy w konkursie. Jego wygraną na Festiwalu Piosenki Włoskiej krytycznie skomentowali m.in. wicepremierzy Włoch Matteo Salvini oraz Luigi Di Maio, którzy podważyli słuszność wyboru zwycięzcy i zwrócili uwagę na dysproporcję między wynikiem głosowania widzów i jurorów (Mahmood zdobył 14% głosów widzów, podczas gdy zdobywca pierwszego miejsca w głosowaniu, Ultimo – 46%). Pomimo krytyki w kraju, przed finałem Eurowizji uchodził za głównego faworyta do zwycięstwa. 22 lutego wydał debiutancki album studyjny pt. Gioventù bruciata. 18 maja zajął drugie miejsce po zdobyciu 472 punktów, w tym 253 pkt od telewidzów (3. miejsce) i 219 pkt od jurorów (4. miejsce). Po sukcesie na Eurowizji wydał sześć kolejnych singli, które podbiły włoskie listy przebojów: „Barrio" (2019), „Rapide", „Moonlight Popolare", „Dorado" (2020), „Inuyasha", „Zero" (2021). Dwa z nich pojawiły się w serialu Netflixa Zero.
W lutym 2022 z utworem „Brividi” (nagranym w duecie z Blanco) zwyciężył w finale 72. Festiwalu Piosenki Włoskiej w San Remo. Tuż po wygranej potwierdzono, że duet będzie reprezentował Włochy w finale 66. Konkursie Piosenki Eurowizji. Zajęli szóste miejsce po zdobyciu 268 punktów, w tym 110 punktów od telewidzów (8. miejsce) i 158 pkt od jurorów (7. miejsce).

## Charakterystyka muzyczna
Tworzoną przez siebie muzykę określa jako „moroccan pop”. W piosenkach „Soldi” i „Gioventù Bruciata” wspomina o trudnej relacji z ojcem.

## Dyskografia
Albumy studyjne
- Gioventù bruciata (2018, reedycja w 2019)
- Ghettolimpo (2021)
- Nei letti degli altri (2024)